# موجاكو
موجاكو مسلسل أنمي ياباني من إنتاج أورينتل لايت أند ماجيك. عرض المسلسل لأول مرة في 3 أكتوبر 1995 واستمر عرضه حتى 31 مارس 1997. تمت دبلجة المسلسل للغة العربية.

## أداء الأدوار
- غنام غنام
- سناء المفلح - موجاكو
- هشام حمادة (مدرجة باسم هشام حماده)
- أحمد أبو سويلم (مدرجة باسم احمد أبو سويلم)
- حنان الشيخ
- أسماء المصطفى (مدرجة باسم أسماء مصطفى)
- محمد العقرباوي
- علاء عبيدات

## طاقم العمل

### النسخة العربية
- الترجمة: خالد القضاة (مدرجة باسم خالد القضاة)
- مدير الإنتاج: عماد عرندس
- إنتاج وتوزيع: ت. ف 1 لندن: T .V.1 London International

T.V.1. INTERNATIONAL
3‎ Beeches Wood, Kingswood, Surrey TW20 6PR
FAX: 44 7 483 3080 / 44 737 833014
- إشراف وتنفيذ: فايز العقرباوي